# Chis
Chis is een gemeente in het Franse departement Hautes-Pyrénées (regio Occitanie) en telt 245 inwoners (1999). De plaats maakt deel uit van het arrondissement Tarbes.

## Geografie
De oppervlakte van Chis bedraagt 3,7 km², de bevolkingsdichtheid is 66,2 inwoners per km².

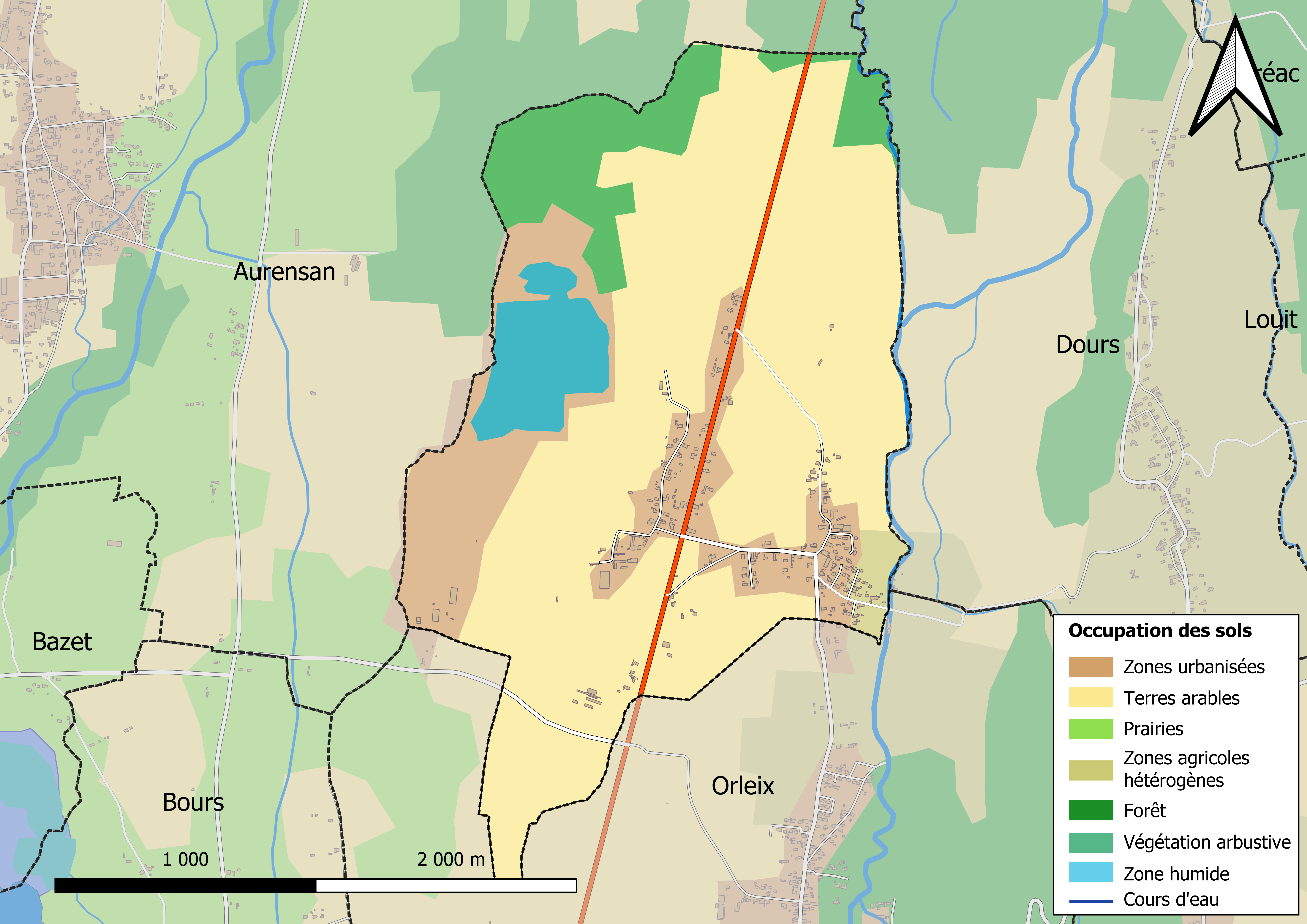
Kaart van de gemeente met belangrijkste infrastructuur, bodemgebruik en omliggende gemeenten

## Demografie
Onderstaande figuur toont het verloop van het inwonertal (bron: INSEE-tellingen).